# 且末镇
且末镇（維吾爾語：چەرچەن‎，拉丁维文：Qarqan，恰尔羌，新维文：Cherchen ，车尔臣），是中华人民共和国新疆维吾尔自治区巴音郭楞蒙古自治州且末县下辖的一个乡镇级行政单位。

## 行政区划
且末镇下辖以下地区：
却格里买亚社区、古勒科瑞克社区、加哈巴格社区、科台满社区和电视新村社区。